# Ishāq ibn Hunain
Ishāq ibn Hunain oder Abū Yaʿqūb Isḥāq ibn Ḥunayn (* um 830; † 910) war ein arabischer Übersetzer und Mathematiker des 9. und 10. Jahrhunderts in Bagdad.
Er war Christ und der Sohn des bedeutenden Übersetzers aus dem Griechischen ins Arabische und Arztes Hunain ibn Ishāq, der im Haus der Weisheit (Bagdad) wirkte. Ishaq ibn Hunayn unterstützte ihn in seinen Übersetzungen und gilt als zweiter Übersetzer der Elemente von Euklid ins Arabische nach al-Hadschdschidsch im 8. und frühen 9. Jahrhundert. Die Übersetzung wurde von dem Mathematiker Thabit ibn Qurra überprüft und verbessert, dieser starb aber bereits 901. Erhalten ist nur die von Thabit ibn Qurra überarbeitete Version. Zwei Manuskripte davon befinden sich in der Bodleian Library in Oxford: Nr. 279 aus dem Jahr 1238 und Nr. 280 von 1260/61. Sie umfassen die Bücher 1–13 der Elemente (und die nicht von Euklid stammenden Bücher 14, 15 in einer Übersetzung eines anderen Autors Qusta ibn Luqa (* 820 in Baalbek; † um 912)). Außerdem gibt es eine Handschrift in Kopenhagen.
Von der Ausgabe der Elemente von Ishaq ibn Hunayn/Thabit ibn Qurra fertigte Moses ibn Tibbon oder Jakob ben Machir (gestorben 1306, ebenfalls aus der Familie ibn Tibbon) im 13. Jahrhundert in Südfrankreich eine hebräische Übersetzung der Elemente an.
Er übersetzte auch den Almagest von Claudius Ptolemäus, was ebenfalls durch den Mathematiker und Astronomen Thabit ibn Qurra überarbeitet wurde. Die Übersetzung wurde die meistbenutzte arabische Version des Almagest.
Die nächste arabische Ausgabe der Elemente stammt von Nasir Al-din al-Tusi (1248), sie beruhte aber auf den älteren Übersetzungen und war keine eigenständige Übersetzung.